# Jeu de nains
Jeu de nains (titre original : Thud!) est le trente-et-unième livre des Annales du Disque-monde de Terry Pratchett. L'œuvre originale fut publiée en 2005. Traduit par Patrick Couton, il a été publié en France chez L’Atalante en 2008 et chez Pocket en 2014.

## Résumé
L'histoire se déroule peu de temps avant l'anniversaire de la bataille de la vallée de Koom, entre les trolls et les nains, « seul cas connu de bataille où chacune des armées a tendu une embuscade à l'autre ».
Dans la ville d'Ankh-Morpork, les tensions se multiplient entre nains et trolls, et les leaders extrémistes sont de plus en plus populaires, au grand mécontentement de Vimaire, le commissaire divisionnaire du guet municipal.
Or un leader nain, Broilacuisse, est assassiné. Les apparences jouent contre les trolls de la ville (n'a-t-on pas trouvé une massue trolle sur le lieu du crime ?), mais Vimaire est sceptique. Il va devoir user de tous ses talents de policier et utiliser au mieux les capacités de ses subordonnés (qui comptent désormais une vampire dans leurs rangs) pour résoudre cette enquête sulfureuse dans les mines naines creusées sous la ville. 
Le temps presse, car le jour de la vallée de Koom se rapproche, une nouvelle guerre se prépare dans la ville, les secrets se dévoilent, les meurtres se multiplient et d'étranges créatures rôdent dans les ombres...

## Personnages présents
- Samuel Vimaire, Commissaire divisionnaire du Guet
- Carotte Fondeurenfersson, Capitaine du Guet
- Sergent Angua
- Sergent Détritus
- Caporal Petitcul
- Agent Salicia von Krompett, alias Sally
- Caporal Chicard Chicque et Sergent Côlon

## Thèmes
- L'espécisme (l'équivalent du racisme sur le Disque-Monde)